# Øster Brøndehøj
Der Øster Brøndehøj ist ein Grabhügel und liegt etwa 350 Meter nördlich des Hügelgräberfeldes von Busene Have im Südosten der Insel Møn in Dänemark.

## Beschreibung
Der etwa 3,0 m hohe, geschützte Grabhügel hat etwa 18,0 m Durchmesser und wurde nicht untersucht. Mit Ausnahme einer Störung an der nordöstlichen Seite ist er gut erhalten. Aufgrund der Größe und Platzierung wird er in der Bronzezeit (1.800–500 v. Chr.) datiert. Um den hügel liegen, vor allem auf der Südseite mehrere große Steine. Sie sind Reste der Einfassung, die die Grabhügel fast immer umgab. Es wird angenommen, dass der Hügel – wie die 12 kleinen Grabhügel im Busene Have – eine Bestattung enthält.
Früher gab es einen zweiten Hügel südlich des erhaltenen. Der vollständig abgetragene Hügel, in dem ein Bronzelöffel gefunden wurde, wurde 1903 ausgegraben. Er enthielt ein Ganggrab. Das Gebiet ist reich an Relikten aus der Bronzezeit. 
Südlich des Fyrvej (Straße) zwischen dem Hügel und dem Strand sind zwei weitere ehemalige Grabhügel bekannt. Im nördlichen wurden die klassischen Grabbeigaben der Bronzezeit entdeckt. Eine Pinzette, ein Rasiermesser mit Goldverzierung auf dem Griff und ein größeres Messer (wie im Borum Eshøj).
Die Hauptquelle aus der Bronzezeit ist der 1903 gefundene große Depotfund von Budsene vom Ende der Bronzezeit (etwa 500 v. Chr.). Der Fund ist Teil der Ausstellung des Nationalmuseums und wird als Opfergabe an eine Fruchtbarkeitsgöttin interpretiert.

## Legende
Der Hügel wurde von Mads Lidegaard in Zusammenhang mit einer Legende gebracht: Vom Hügel sollte es bis zu einem Graben im Busene Have einen „troldesti“, eine Spur geben, die nie verschwindet. Die Trolle sammeln nachts in kleinen Eimern Wasser im Busene Have und bringen es zum Hügel.
In der Nähe liegt der Busemarke Langdysse und der Målerhøj.